# Saltos ornamentais nos Jogos Pan-Americanos de 2011 - Trampolim de 3 m sincronizado feminino
A competição do trampolim de 3 m sincronizado feminino foi um dos eventos dos saltos ornamentais nos Jogos Pan-Americanos de 2011, em Guadalajara. Foi disputada no Centro Aquático Scotiabank no dia 29 de outubro.

## Calendário
Horário local (UTC-6).
| Data          | Horário | Fase   |
| ------------- | ------- | ------ |
| 29 de outubro | 19:30   | Finais |

## Medalhistas
| Ouro   | MEX Paola Espinosa e Laura Sánchez |
| Prata  | CAN Jennifer Abel e Émilie Heymans |
| Bronze | USA Kassidy Cook e Cassidy Crug    |

## Resultados
| Pos.              | Saltadoras                     | País               | Pontos  | Pontos  | Pontos  | Pontos  | Pontos  | Pontos | Pontos |
| Pos.              | Saltadoras                     | País               | Salto 1 | Salto 2 | Salto 3 | Salto 4 | Salto 5 | Total  |        |
| ----------------- | ------------------------------ | ------------------ | ------- | ------- | ------- | ------- | ------- | ------ | ------ |
| Medalha de ouro   | Paola Espinosa Laura Sánchez   | MEX México         | 52.80   | 52.80   | 79.20   | 77.40   | 76.50   | 338.10 |        |
| Medalha de prata  | Jennifer Abel Émilie Heymans   | CAN Canadá         | 52.20   | 52.80   | 75.60   | 74.70   | 81.00   | 336.30 |        |
| Medalha de bronze | Kassidy Cook Cassidy Krug      | USA Estados Unidos | 47.40   | 51.60   | 71.10   | 75.60   | 73.80   | 319.50 |        |
| 4                 | Yoslaidi Herrera Daylet Valdes | CUB Cuba           | 46.20   | 46.20   | 59.94   | 52.08   | 48.60   | 253.02 |        |
| 5                 | Wendy Espina Paula Sotomayor   | CHI Chile          | 38.40   | 42.60   | 49.68   | 38.88   | 47.88   | 217.44 |        |
| 6                 | Andressa Mendes Natali Cruz    | BRA Brasil         | 43.20   | 28.80   | 48.96   | 38.88   | 42.48   | 202.32 |        |